# Leptothyrium osmundae
Leptothyrium osmundae är en svampart som beskrevs av Bubák 1916. Leptothyrium osmundae ingår i släktet Leptothyrium, divisionen sporsäcksvampar och riket svampar.   Inga underarter finns listade i Catalogue of Life.